# Newsteadia richardae
Newsteadia richardae är en insektsart som beskrevs av Ferenc Kozár och Foldi in Kozár et al. 2002. Newsteadia richardae ingår i släktet Newsteadia och familjen vaxsköldlöss.
Artens utbredningsområde är Nepal. Inga underarter finns listade i Catalogue of Life.